# Bitwa o Akwizgran
Bitwa o Akwizgran – bitwa stoczona na froncie zachodnim w dniach 2–21 października 1944 roku. Było to pierwsze niemieckie miasto zdobyte przez aliantów podczas II wojny światowej. Ze względu na wyjątkową zaciekłość i natężenie walk, jest to jedno z nielicznych starć na froncie zachodnim porównywanych przez historyków do bitwy stalingradzkiej.

## Tło sytuacyjne
Do września 1944 r. Alianci zachodni dotarli do zachodniej granicy Niemiec, która była chroniona przez silnie umocnioną linię Zygfryda. 17 września siły brytyjskie, amerykańskie i polskie rozpoczęły operację Market Garden, ambitną próbę ominięcia linii Zygfryda poprzez przekroczenie Dolnego Renu w Holandii. Niepowodzenie tej operacji, jak i ostre problemy zaopatrzeniowe, spowodowane dużymi odległościami pokonanymi w ciągu ostatnich dwóch miesięcy przez wojska alianckie w marszu przez Francję, zakończyły wyścig do Berlina.
Sytuacja Niemców nie była lepsza. Ich wojska poniosły dotkliwe straty we Francji. Feldmarszałek Walther Model oszacował, że jego 74 dywizje miały rzeczywistą siłę zaledwie 25 dywizji. Problemy logistyczne zachodnich aliantów dały jednak Niemcom chwilę wytchnienia, którą wykorzystali na częściową odbudowę swoich sił. We wrześniu dowództwo Wehrmachtu zwiększyło całkowitą liczebność wojsk na Linii Zygfryda do około 230 tys. żołnierzy, w tym 100 tys. świeżego personelu. Na początku tego miesiąca Niemcy mieli na froncie zachodnim około 100 czołgów, a pod koniec już około 500. Dzięki stałemu napływowi ludzi i sprzętu na linię Zygfryda, Niemcy byli w stanie utworzyć obronę o średniej głębokości 4,8 km.
Sojusznicze Siły Ekspedycyjne Najwyższej Kwatery Głównej (SHAEF), pod dowództwem generała Dwighta D. Eisenhowera skupiły się na marszu w kierunku Zagłębia Ruhry, przemysłowego serca Niemiec. 3 Armia generała George’a S. Pattona otrzymała zadanie zajęcia francuskiego regionu Lotaryngii, podczas gdy 1 Armii generała Courtneya Hodgesa rozkazano przedrzeć się przez front niedaleko Akwizgranu. Hodges początkowo miał nadzieję na ominięcie samego miasta, wierząc, że jest ono obsadzone tylko przez niewielki garnizon, który prawdopodobnie poddałby się po odizolowaniu odosobnionego punktu obrony.
Starożytne, zabytkowe miasto Akwizgran samo w sobie miało niewielką wartość militarną, ponieważ nie było liczącym się ośrodkiem produkcji wojennej. Jego populacja wynosząca około 165 tys. osób nie była nigdy celem bombardowań ze strony lotnictwa aliantów. Stanowiło jednak ważny symbol zarówno dla reżimu nazistowskiego, jak i dla narodu niemieckiego; nie tylko było to pierwsze niemieckie miasto zagrożone zajęciem przez wroga podczas II wojny światowej, ale także historyczna stolica Karola Wielkiego, założyciela „Pierwszej Rzeszy”. Jako taki, Akwizgran miał ogromną wartość propagandową. Morale obrońców miasta uległo dalszej zmianie przez odmienny stosunek miejscowej ludności do nich, gdy po raz pierwszy walczyli na ziemi ojczystej; jeden z niemieckich oficerów stwierdził: „Nagle przestaliśmy być nazistami, byliśmy od teraz niemieckimi żołnierzami”.

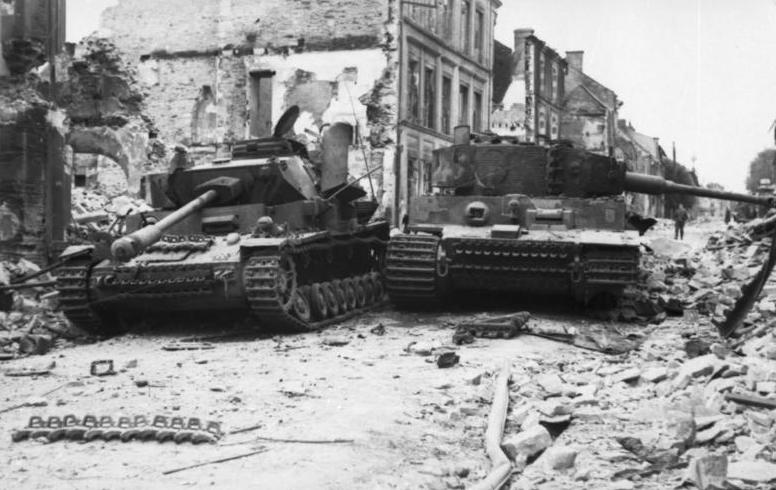
Niemieckie czołgi Panzer IV oraz Tiger I zniszczone podczas walk na froncie zachodnim

Akwizgran i jego odcinek frontu były zabezpieczone przez linię Zygfryda, składającą się z kilku pasów połączonych ze sobą okopów, fortów i bunkrów chronionych przez rozległe pola minowe, przeszkody przeciwpancerne typu „zęby smoka” i drut kolczasty. W kilku miejscach niemieckie umocnienia miały głębokość ponad 16 km. Ucząc się na swoich doświadczeniach z frontu wschodniego, Niemcy poprowadzili główną linię obrony wzdłuż centrum miast położonych w murze obronnym, wykorzystując wąskie uliczki, aby ograniczyć mobilność wrogich pojazdów pancernych. Pomimo słabego wyszkolenia wielu żołnierzy, którzy je obsadzili, fortyfikacje chroniące Akwizgran i Zagłębie Ruhry stanowiły ogromną przeszkodę w rozwoju natarcia sił alianckich, które uznały przełom w tym sektorze za kluczowy, ponieważ teren za Akwizgranem był zasadniczo płaski, a zatem bardzo korzystny dla zmotoryzowanych dywizji amerykańskich.
Walki wokół Akwizgranu rozpoczęły się już w drugim tygodniu września, w okresie znanym niemieckiej historiografii jako „pierwsza bitwa pod Akwizgranem”. W tym czasie miasta broniła 116 Dywizja Pancerna pod dowództwem generała Gerharda von Schwerina. Bliskość wojsk amerykańskich spowodowała, że większość urzędników miejskich uciekła przed ewakuacją mieszkańców (z tego powodu Adolf Hitler nakazał wszystkich nazistowskich urzędników, którzy uciekli, pozbawić stopni służbowych i wysłać na front wschodni jako szeregowców). Zamiast kontynuować ewakuację, von Schwerin chciał oddać miasto Amerykanom. 13 września, zanim zdążył dostarczyć parlamentariuszom list z informacją o kapitulacji, otrzymał jednak rozkaz przeprowadzenia kontrataku przeciwko siłom amerykańskim działającym na południowy zachód od Akwizgranu, co uczynił, wykorzystując swoich grenadierów pancernych. Próba kapitulacji niemieckiego dowódcy nie zostałaby zapewne w ogóle zauważona, gdyby nie to, że list kapitulacyjny wpadł w ręce Adolfa Hitlera, który zarządził natychmiastowe aresztowanie generała. Zastąpił go pułkownik Gerhard Wilck. Siły VII Korpusu Armii Stanów Zjednoczonych nadal rozpoznawały obronę Niemców, napotykając silny opór w dniach 12–13 września. W dniach 14–16 września 1 Dywizja Piechoty kontynuowała swoje działania w obliczu silnej obrony i powtarzających się kontrataków nieprzyjaciela, ostatecznie tworząc wokół miasta łuk w kształcie półksiężyca. Te powolne postępy zostały całkowicie zatrzymane pod koniec września z powodu przerzucenia i tak skromnych zapasów paliwa i amunicji na północ dla wojsk przygotowujących się do przeprowadzenia operacji Market Garden w Holandii.

## Porównanie sił

### Niemieccy obrońcy w Akwizgranie

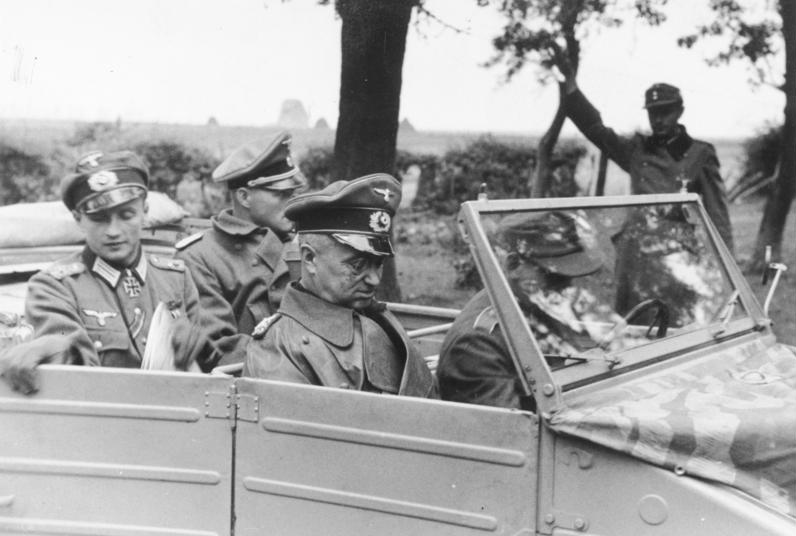
Feldmarszałek Walther Model wizytujący 246 Dywizję Grenadierów Ludowych w Akwizgranie

Wehrmacht skorzystał z krótkiej chwili spokoju na linii frontu, ściągając pod Akwizgran 1 Dywizję Pancerną SS „Leibstandarte SS Adolf Hitler”, 2 Dywizję Pancerną SS „Das Reich” i 12 Dywizję Pancerną SS, a także 9 Dywizję Pancerną oraz 116 Dywizję Pancerną. W październiku odpowiedzialność za obronę sektora Akwizgranu przejął LXXXI Korpus generała Friedricha Köchlinga, który składał się z 183 Dywizji Grenadierów Ludowych i 246 Dywizji Grenadierów Ludowych, a także 12 Dywizji Piechoty i 49 Dywizji Piechoty. Siły te wraz z dołączonym 506. batalionem czołgów i 108. brygadą czołgów liczyły około 20 tys. ludzi i 11 czołgów. Köchlingowi obiecano również zreorganizowaną 116 Dywizję Pancerną i 3 Dywizję Pancerną, liczące łącznie około 24 tys. żołnierzy. 246 Dywizja Grenadierów Ludowych zastąpiła wyczerpaną 116 Dywizję Pancerną w Akwizgranie, 183 Dywizja Grenadierów Ludowych i 49 Dywizja Piechoty broniły podejść północnych, a 12 Dywizja Piechoty znajdowała się na południu. 7 października elementy 1 Dywizji Pancernej SS „Leibstandarte SS Adolf Hitler” zostały zwolnione z dotychczasowych zadań w celu wzmocnienia obrony Akwizgranu.
Mimo że nadal przybywały posiłki, jednostki LXXXI Korpusu wciąż nie miały pełnych stanów. 12 Dywizja Piechoty straciła połowę swojej siły bojowej pomiędzy 16 a 23 września, zaś 49 i 275 Dywizja Piechoty musiała zostać wycofana z linii frontu w celu reorganizacji. Podczas gdy niemieckie dywizje piechoty miały na ogół siłę 15 tys.–17 tys. żołnierzy na początku II wojny światowej, stopniowo zmniejszano ją do oficjalnego etatu 12 500 osób, a na jesieni 1944 r. średnia rzeczywista siła niemieckiej dywizji piechoty wynosiła zaledwie 8761 mężczyzn. Aby poradzić sobie z niedoborami siły bojowej, które nękały Wehrmacht, w 1944 roku zaczęto formować dywizje Volkssturmu. Liczyły one średnio nieco ponad 10 tys. ludzi na dywizję. Chociaż około 1⁄4 z nich była doświadczonymi weteranami, aż połowę składu stanowili świeżo wcieleni poborowi i rekonwalescenci, a pozostali byli przeniesionymi z Luftwaffe i Kriegsmarine spieszonymi lotnikami oraz marynarzami. Dywizje te często otrzymywały najnowszą broń strzelecką, ale brakowało im artylerii i pojazdów, co poważnie ograniczało ich skuteczność bojową. W przypadku LXXXI Korpusu, 183 Dywizja Grenadierów Ludowych, choć miała aż 643 ludzi ponad etat, została sformowana dopiero we wrześniu, co oznacza, że nie miała czasu na wspólne przeszkolenie jako jednostka. 246 Dywizja Grenadierów Ludowych była w podobnym stanie, a wielu jej żołnierzy przeszło mniej niż dziesięć dni podstawowego szkolenia piechoty. Wszystkie te braki w wyszkoleniu personelu mogły być w pewnym stopniu zrekompensowane przez niekwestionowaną siłę dobrze zamaskowanych, solidnych fortyfikacji Linii Zygfryda otaczających Akwizgran.

### Siły amerykańskie

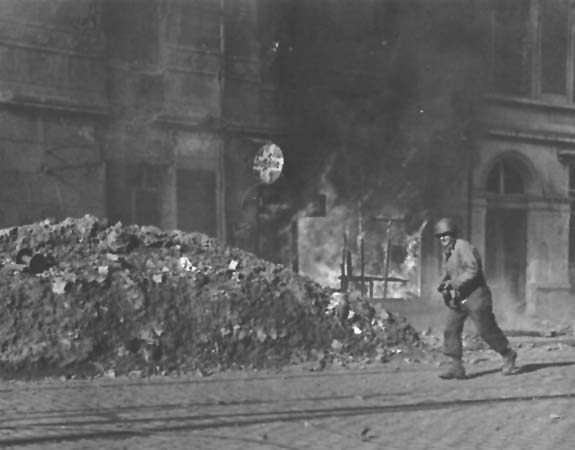
Amerykańska piechota w Akwizgranie

Zadanie zajęcia Akwizgranu przypadło w udziale 30 Dywizji Piechoty z XIX Korpusu generała Charlesa H. Corletta (wraz z dołączonym 743 batalionem czołgów) oraz 1 Dywizji Piechoty z VII Korpusu generała Josepha Collinsa. 30 Dywizja Piechoty pod dowództwem generała Lelanda Hobbsa otrzymała jako wsparcie 2 Dywizję Pancerną, której zadaniem było wejść w wyłom w Linii Zygfryda dokonany przez 30 Dywizję, podczas gdy ich flanki były osłaniane przez siły 29 Dywizji Piechoty. Na południu 1 Dywizja Piechoty była wspierana przez 9 Dywizję Piechoty i 3 Dywizję Pancerną. Powyższe jednostki wykorzystały krótką chwilę spokoju po walkach stoczonych w ciągu ostatnich dwóch tygodni września, aby odpocząć i zregenerować siły, przyjmując w swe szeregi dużą ilość uzupełnień. Do 1 października ponad 70% żołnierzy 1 Dywizji Piechoty generała Clarence’a Huebnera było niedawno przybyłymi do Europy rezerwistami, którzy ostatnie dwa tygodnie września spędzili na tyłach, biorąc udział w szkoleniu strzeleckim. Plan zbliżającej się ofensywy wymagał od amerykańskich dywizji piechoty unikania walk ulicznych w Akwizgranie; zamiast tego dywizje nacierające z południa i od północy miały połączyć się i okrążyć miasto, wydzielając niewielką część oddziałów, by je zdobyć, tak by większość sił amerykańskich mogła nadal przeć na wschód.
Chociaż jednostki amerykańskie zwykle były w stanie szybko uzupełnić swoje stany do poziomu etatowego, rezerwiści rzadko mieli wystarczające przeszkolenie taktyczne. Wielu młodym oficerom brakowało umiejętności taktycznych i przywódczych. Niektórzy kierowcy cystern zostali wysłani do Europy bez wcześniejszego doświadczenia w prowadzeniu samochodu; niektórzy dowódcy czołgów byli zmuszeni uczyć swoich ludzi, jak ładować i strzelać z dział czołgowych w terenie tuż przed walką. Amerykański system uzupełnień, który stawiał ilość nad jakością, spowodował, że większość świeżych żołnierzy docierających na linię frontu nie była odpowiednio przeszkolona do walki. Często zdarzało się, że połowa żołnierzy z uzupełnień w danej jednostce ginęła w ciągu pierwszych kilku dni walki.
Amerykańskie siły naziemne były wspierane przez 9 Armię Powietrzną, która zlokalizowała z dużą dokładnością 75% bunkrów wzdłuż linii frontu i przygotowywała się do rozpoczęcia bombardowania wstępnego w wykonaniu 360 bombowców oraz 72 myśliwców; druga fala uderzenia z powietrza obejmowała również użycie napalmu. Ponieważ Niemcy mieli niewiele baterii przeciwlotniczych i poważnie ograniczone wsparcie ze strony Luftwaffe, dominacja aliantów w powietrzu nad Akwizgranem była prawie całkowita.

## Bitwa

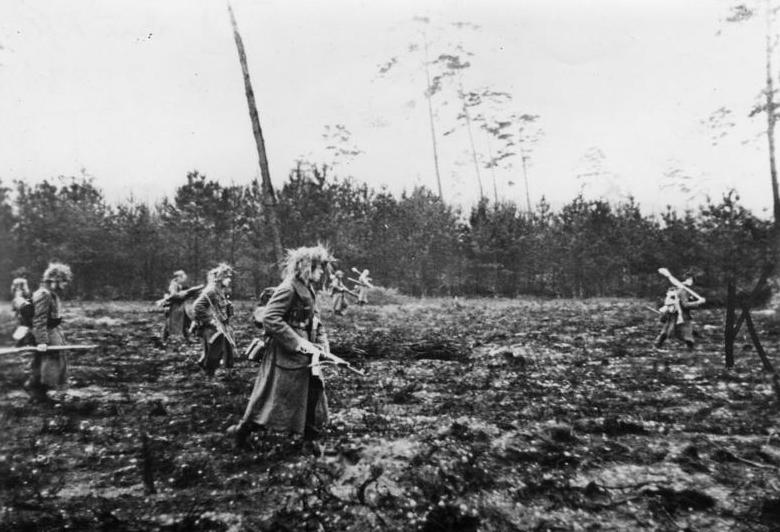
Niemieccy grenadierzy pancerni na patrolu niedaleko Akwizgranu

Przez sześć dni przed rozpoczęciem ataku, amerykańska ciężka artyleria ostrzeliwała niemieckie umocnienia wokół Akwizgranu. Chociaż ciężkie bombardowanie zmusiło niemiecki LXXXI Korpus do zatrzymania całego ruchu zaopatrzenia w świetle dnia, miało to niewielki wpływ na bunkry i punkty umocnione. Pierwsze bombardowanie powietrzne w dniu 2 października spowodowało również niewielkie uszkodzenia niemieckich pozycji obronnych; 450 samolotów, które wzięły udział w pierwszej fali, nie osiągnęło ani jednego bezpośredniego trafienia w niemiecki bunkierRule 2003 ↓, s. 60–61. Ich cele zostały w dużej mierze zasłonięte gęstym dymem unoszącym się po ostrzale artyleryjskim. Gdy samoloty zakończyły atak, artyleria wznowiła ostrzał linii frontu, wystrzeliwując 18 696 pocisków z 372 dział w ciągu kilku godzin.

### Natarcie z północy: 2–8 października
30 Dywizja Piechoty rozpoczęła swój szturm 2 października, wykorzystując ciężką artylerię dywizyjną do precyzyjnego ostrzeliwania niemieckich umocnień; nawet wtedy zajęło jej średnio trzydzieści minut, aby trafić pojedynczy bunkier. Amerykanie szybko zauważyli, że jeśli nie uda im się po zniszczeniu jednego bunkra od razu podejść do następnego, Niemcy zawsze rozpoczynają lokalny kontratak. Choć początkowo nie oczekiwano dużego oporu, tylko jedna kompania straciła 87 żołnierzy w ciągu godziny, a inna straciła 93 ze 120 żołnierzy w wyniku niemieckiego ostrzału artyleryjskiego. Atakujący powoli przekroczyli rzekę Wurm i zaatakowali niemieckie bunkry przy użyciu miotaczy płomieni oraz indywidualnych ładunków wybuchowych. Po południu 2 października elementy 30 Dywizji Piechoty przełamały obronę Niemców i dotarły do miasta Palenberg. Tutaj amerykańscy żołnierze musieli iść od domu do domu i toczyć dramatyczne walki wręcz, włącznie z pojedynkami na granaty ręczne (szeregowy Harold G. Kiner otrzymał pośmiertnie Medal Honoru za zasłonięcie własnym ciałem niemieckiego granatu, czym uratował życie dwóm innym żołnierzom w Palenbergu). Walka w mieście Rimburg była równie zacięta; amerykańskie pojazdy nie były w stanie przedostać się przez rzekę Wurm, a zatem nie mogły zapewnić wsparcia ogniowego piechocie, która próbowała zdobyć średniowieczny zamek wykorzystywany przez Niemców jako umocniony punkt obrony. Żołnierze 30 Dywizji Piechoty pokonali około 50 niemieckich bunkrów w pierwszym dniu bitwy, często będąc zmuszeni obchodzić je z boku i atakować od tyłu. Ich wysiłki wspierały ataki 29 Dywizji Piechoty na flankach, co doprowadziło Niemców do przekonania, że to tam nastąpiło główne natarcie Amerykanów. W nocy z 2 na 3 października niemiecki 902 batalion z działem szturmowym otrzymał rozkaz przeprowadzenia kontrataku przeciwko 30 Dywizji Piechoty, ale artyleria aliantów opóźniła rozpoczęcie ostrzału przez Niemców i udaremniła próbę kontrataku.
Choć amerykańskie pojazdy pancerne towarzyszyły piechocie przez cały dzień 3 października, siły atakujących zostały gwałtownie zatrzymane po kilku niemieckich kontratakach. Drugiego dnia ofensywy zajęto w końcu miasto Rimburg, ale tempo natarcia z powodu konieczności ciągłego przebijania się przez niemieckie umocnienia pozostawało bardzo wolne. Zaczęły się również walki o miasto Übach, gdzie amerykańskie czołgi wjechały co prawda do samego centrum, ale zostały ostrzelane przez niemiecką artylerię. Nastąpiła seria gwałtownych kontrataków. Amerykański ostrzał artyleryjski ledwo powstrzymał Niemców przed ponownym przejęciem kontroli nad miastem. Stworzenie przyczółku na drugim brzegu rzeki Wurm udało się dopiero pod koniec dnia i kosztowało 30 Dywizję Piechoty około 300 zabitych i rannych.

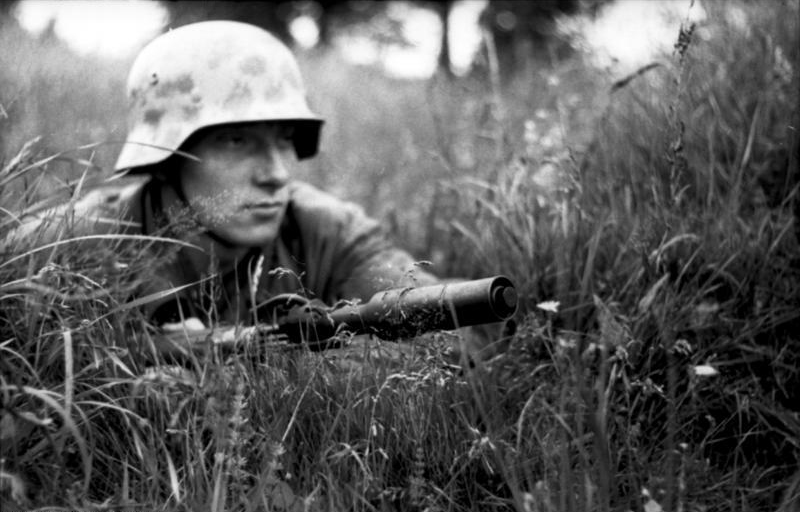
Żołnierz Wehrmachtu na froncie zachodnim

Siły niemieckie kontynuowały kontrataki na Übach, ponosząc ciężkie straty w wyniku ostrzału amerykańskiej artylerii i piechoty. Chociaż niezdolność do odzyskania miasta przekonała niemieckich dowódców, że nie mają wystarczających sił, aby skutecznie bronić podejścia do Akwizgranu, kontrataki związały walką wojska amerykańskie, które w przeciwnym razie mogłyby kontynuować swój atak. 4 października natarcie aliantów było ograniczone, zdobyto jedynie niewielkie miasteczka Hoverdor i Beggendorf. Amerykanie stracili około 1800 żołnierzy w ciągu pierwszych trzech dni bitwy.
Większych postępów dokonano w dniu 5 października, gdy 119 pułk 30 Dywizji Piechoty zajął Merkstein-Herbach. Następnego dnia Niemcy przeprowadzili kolejny kontratak na Übach, ponownie nie dając rady wyprzeć z niego Amerykanów. Niemieckie pojazdy pancerne nie były w stanie poradzić sobie z przytłaczającą przewagą liczebną amerykańskich czołgów, dlatego obrońcy podjęli skoncentrowane ataki na amerykańskie pozycje przy użyciu artylerii i nielicznych samolotów, które udało się jeszcze przerzucić na front zachodni. Niemcy czuli się poważnie ograniczeni w możliwości podejmowania działań z powodu braku rezerw, chociaż generał Koechling zdołał rozmieścić oddział Tygrysów w mieście Alsdorf, próbując zablokować amerykańskie natarcie na północny wycinek obrony Akwizgranu.
Największy kontratak Niemcy przypuścili 8 października. Został on wykonany przez siły składające się z pułku piechoty, batalionu szturmowego, grupy bojowej ze składu 108 Brygady Pancernej i około 40 opancerzonych pojazdów bojowych zebranych z okolicznych jednostek. Mimo że amerykańska artyleria utrudniała podejście, lewe skrzydło kontrataku zdołało odciąć amerykański pluton, podczas gdy prawe skrzydło dotarło do skrzyżowania na północ od miasta Alsdorf. Pluton Shermanów wspierających atak piechoty na miasto Mariadorf został nagle zaatakowany z tyłu i dał radę odeprzeć Niemców dopiero po ciężkich walkach. Dwa niemieckie samobieżne działa szturmowe Sturmgeschütz IV i oddział piechoty weszły do Alsdorfu, gdzie zostały przywitane huraganowym ogniem Amerykanów. Chociaż dwa ociężałe pojazdy w jakiś sposób wymknęły się amerykańskim czołgom, zostały zmuszone do wycofania się na pozycję wyjściową.
Wraz z rosnącymi stratami i zbliżaniem się Amerykanów, niemieckie dowództwo przeniosło do Akwizgranu 3 Dywizję Pancerną, a następnie cały I Korpus Pancerny SS, który obejmował 116 Dywizję Pancerną SS i 101 Batalion Czołgów Ciężkich, pododdział 1 Dywizji Pancernej SS.

### Natarcie z południa: 8–11 października

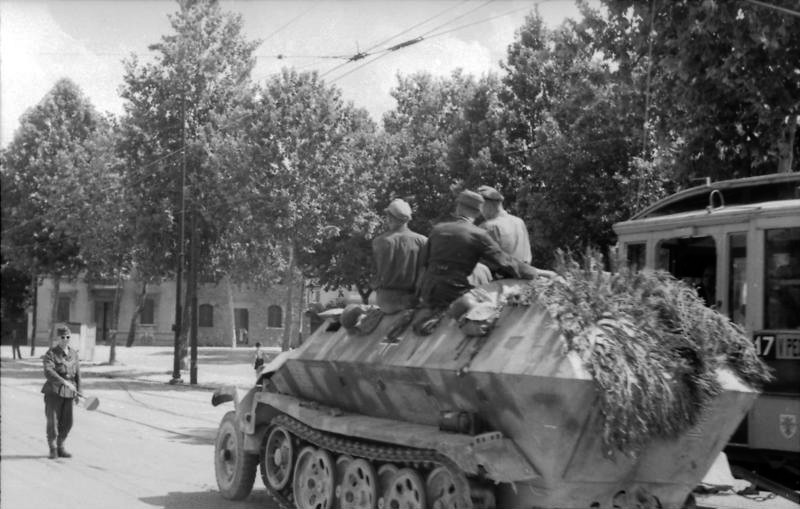
Niemiecka zmotoryzowana piechota na froncie zachodnim, poruszająca się pojazdem Sd.Kfz.251

Na południu amerykańska 1. Dywizja Piechoty rozpoczęła natarcie 8 października, dążąc do zdobycia miasta Verlautenheide i wzgórza 231 (zwanego „Wzgórzem Krucyfiksów”) w pobliżu miasta Ravelsberg. Ich atak został poprzedzony potężnym ostrzałem artyleryjskim, który pomógł Amerykanom szybko uchwycić swoje cele. Na Wzgórzu Krucyfiksów kapitan Bobbie E. Brown, dowódca kompanii C z 18 Pułku Piechoty, osobiście uciszył trzy bunkry przy użyciu rur Bangalore i pomimo zranienia, nadal prowadził swoich ludzi do ataku, zdobywając Medal Honoru. Do 10 października 1 Dywizja Piechoty osiągnęła wyznaczone miejsce spotkania z 30 Dywizją Piechoty. Ten sukces zbiegł się w czasie z niemieckim kontratakiem na wzgórze 231, które było miejscem bardzo intensywnych walk; starcie zakończyło się odwrotem Niemców, którzy pozostawili na polu bitwy ponad 40 zabitych i 35 jeńców. Pomimo powtarzających się niemieckich kontrataków, które spowalniały postępy ofensywy, 1 Dywizja Piechoty była w stanie do 10 października zająć wzniesienia okalające Akwizgran.
Tego dnia generał Huebner dostarczył ultimatum siłom niemieckim w Akwizgranie, grożąc zbombardowaniem miasta, jeśli garnizon się nie podda. Niemiecki dowódca kategorycznie odmówił. W odpowiedzi amerykańska artyleria zaczęła strzelać w miasto 11 października, wyrzucając około 5 tys. pocisków; intensywne bombardowanie przeprowadziły również amerykańskie samoloty.

### Zamknięcie pierścienia okrążenia: 11–16 października
Rosły amerykańskie straty, zarówno z powodu częstych kontrataków niemieckich, jak i konieczności zdobywania każdego bunkra. Niemcy spędzili noc z 10 na 11 października, zamieniając piwnice domów w mieście Bardenberg na ufortyfikowane schrony; rankiem Amerykanie zostali zmuszeni do wycofania się i ostrzelania miasta w celu zmuszenia załogi do poddania się. 12 października Niemcy rozpoczęli poważny kontratak przeciwko amerykańskiej 30 Dywizji Piechoty, odparty zmasowanym ogniem amerykańskiej artylerii. W wiosce Birk rozgorzała trzygodzinna walka pomiędzy niemieckimi czołgami, a jednym amerykańskim Shermanem; Shermanowi udało się obezwładnić wrogiego Panzer IV i zmusić kolejnego do wycofania się, ale wkrótce został zaatakowany przez inne niemieckie czołgi. Do tego samotnego Shermana dołączyły w końcu pojazdy 2 Dywizji Pancernej, a Niemcy zostali wyrzuceni z miasta. 30 Dywizja Piechoty faktycznie przeszła do defensywy na całym zajmowanym przez siebie odcinku frontu, jednak rozkazano jej kontynuować natarcie na południe w celu zamierzonego połączenia z nadciągającą od południa 1 Dywizją Piechoty. Aby to osiągnąć, dwa bataliony piechoty z 29 Dywizji Piechoty zostały przyłączone do wyniszczonej walkami 30 Dywizji.

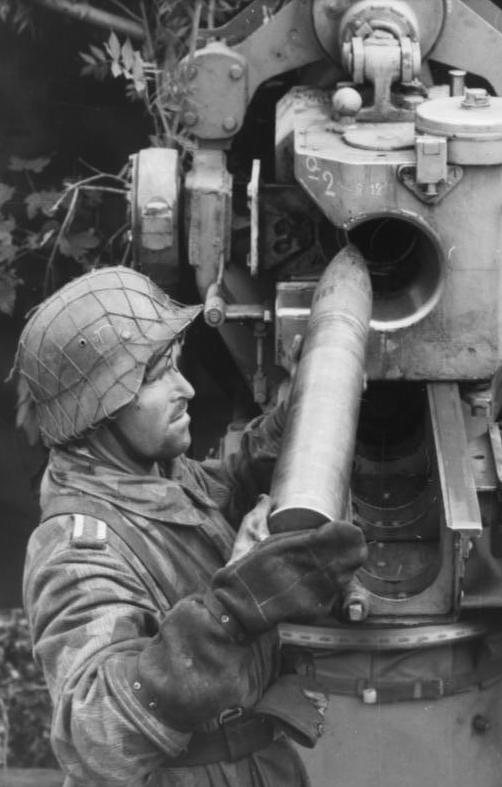
Niemiecki artylerzysta ładuje pocisk do działa 8,8 cm Flak 18

12 października na południu dwa niemieckie pułki piechoty próbowały odzyskać Wzgórze Krucyfiksów z rąk amerykańskiej 1 Dywizji Piechoty. W zaciętej walce Niemcy tymczasowo przejęli kontrolę nad wzgórzem, ale pod koniec dnia zostali wyparci, a oba pułki praktycznie przestały istnieć. W dniach 11–13 października samoloty alianckie bombardowały Akwizgran, wybierając cele znajdujące się najbliżej linii amerykańskich. 14 października 26 Pułk Piechoty otrzymał rozkaz oczyszczenia dzielnicy przemysłowej na obrzeżach Akwizgranu w ramach przygotowań do ataku na samo miasto. 15 października, chcąc poszerzyć lukę pomiędzy dwiema zbliżającymi się amerykańskimi dywizjami, Niemcy ponownie kontratakowali na odcinku 1 Dywizji Piechoty; chociaż wielu czołgom ciężkim udało się przedrzeć przez linie amerykańskie, większość sił niemieckich została zniszczona przez artylerię i wsparcie powietrzne. Następnego dnia Niemcy próbowali przeprowadzać lokalne kontrataki siłami 3 Dywizji Pancernej, ale poniósłszy ciężkie straty, zostali zmuszeni do zrezygnowania z dalszych działań ofensywnych.
30 Dywizja Piechoty, z elementami 29 Dywizji Piechoty i 2 Dywizji Pancernej, kontynuowała natarcie na południe w dniach 13–16 października w okolicach wsi Würselen; jednak nawet przy silnym wsparciu powietrznym nie udało im się przedrzeć przez niemiecką obronę i połączyć się z siłami sojuszniczymi na południu. Niemcy skorzystali z wąskiego frontu, aby walczyć z atakującymi artylerią, a postępy Amerykanów były powolne, ponieważ niemieckie czołgi wykorzystywały domy jako bunkry, by ich zaskoczyć i ostrzelać. Generał Hobbs, dowódca 30 Dywizji Piechoty spróbował oskrzydlić niemiecką obronę, atakując wzdłuż innego sektora dwoma batalionami piechoty. Atak zakończył się sukcesem, umożliwiając wreszcie połączenie sił 30 i 1 Dywizji Piechoty 16 października. Dotychczasowe walki kosztowały amerykański XIX Korpus ponad 400 zabitych i 2 tys. rannych, z czego 72% ofiar przypadało na 30 Dywizję Piechoty. Niemcy nie radzili sobie lepiej; do 14 października około 630 żołnierzy zginęło, a 4400 odniosło rany. Kolejnych 600 Niemców zginęło w kontrataku 3 Dywizji Pancernej na odcinek 1 Dywizji Piechoty 16 października.

### Walki o miasto: 13–21 października
Z powodu konieczności zatrzymania większych sił potrzebnych do odparcia niemieckich kontrataków i zabezpieczenia obszar wokół Akwizgranu, 1 Dywizja Piechoty była w stanie wydzielić tylko jeden pułk do zajęcia miasta. Zadanie to przypadło 26 Pułkowi Piechoty pod dowództwem pułkownika Johna F. R. Seitza, który dysponował wówczas tylko dwoma z trzech etatowych batalionów. Uzbrojone w karabiny maszynowe i miotacze ognia, 2. i 3. batalion 26 pułku były początkowo wspomagane tylko przez kilka czołgów i pojedynczą haubicę samobieżną kalibru 155 mm. Miasta broniło około 5 tys. żołnierzy niemieckich, w tym spieszeni marynarze, lotnicy i policja miejska. W przeważającej części żołnierze ci byli niedoświadczeni i nieprzeszkoleni, a wspomagała ich tylko garstka czołgów i dział szturmowych. Obrońcy Akwizgranu mogli jednak skorzystać z labiryntu ulic, które tworzyły jego historyczne centrum, w celu przygotowywania zasadzek.
Już pierwszy atak na miasto 13 października, w wykonaniu 26 Pułku Piechoty, pokazał charakter, jaki miały przybrać rozpoczynające się walki miejskie. Amerykańska piechota została zaatakowana przez niemieckich obrońców wyskakujących z kanałów ściekowych i piwnic, zmuszając przeciwnika do sprawdzenia każdego otworu w ścianie przed kontynuowaniem natarcia, podczas gdy czołgi Sherman w wąskich uliczkach nie mogły manewrować i miały zbyt wąski kąt ostrzału, aby móc skutecznie położyć ogień zaporowy na gniazda wrogiego oporu. Niemieccy cywile zostali ewakuowani do centrum miasta, gdy tylko 26 pułk posunął się naprzód; żaden Niemiec nie mógł pozostać na tyłach Amerykanów Sukcesy natarcia w Akwizgranie mierzono nie na kilometry, czy metry, ale liczbą zdobytych domów. Aby poradzić sobie z niemieckimi fortyfikacjami w mieście, 26 Pułk Piechoty używał swojej jedynej haubicy, strzelając w budynki z bliskiej odległości w celu wybicia otworów w ścianach. W ten sposób haubica tworzyła przejścia, które umożliwiały piechurom przechodzenie od budynku do budynku bez konieczności wchodzenia na ulice, które znajdowały się pod nieustannym ostrzałem. Czołgi Sherman wpadły w zasadzkę, gdy wjechały na skrzyżowanie w centrum miasta, chronione przez ukryte w ruinach niemieckie działa przeciwpancerne. Po tym wydarzeniu amerykańskie czołgi i pojazdy pancerne poruszały się bardzo ostrożnie, często strzelając „na wyrost” do budynków przed nacierającą piechotą, aby wykurzyć z nich z ewentualnych obrońców. Niemieccy żołnierze, bojąc się bombardowań alianckiego lotnictwa, używali kanałów ściekowych, aby przejść za pozycje amerykańskie i zaatakować wroga od tyłu. Niemiecki opór był bardzo silny, o czym świadczy to, że obrońcy przy całym niedostatku swoich sił często podejmowali się lokalnych kontrataków.
18 października 3. batalion 26 Pułku Piechoty przygotowywał się do ataku na hotel Quellenhof, który był jednym z ostatnich punktów oporu w mieście. Amerykańskie czołgi i pojazdy pancerne przez cały dzień z bliskiej odległości strzelały do hotelu, będącego jednocześnie główną siedzibą dowództwa obrony Akwizgranu. W nocy z 18 na 19 października 300 żołnierzy 1. batalionu SS wzmocniło obronę hotelu i odparło kilka ataków na budynek. Nad ranem wściekły niemiecki kontratak zdołał wyprzeć Amerykanów z pozycji zajmowanych przed hotelem i na jakiś czas odrzucił ich spod Quellenhof, zanim nie został powstrzymany przez skoordynowany ostrzał amerykańskich moździerzy.
Dwie decyzje przesądziły o ostatecznym zdobyciu miasta przez Amerykanów. Po pierwsze, aby zmniejszyć liczbę ofiar wśród piechoty, postanowiono ostrzelać pozostałe niemieckie punkty oporu w mieście ogniem dział 155 mm. Po drugie, aby pomóc osłabionej 1 Dywizji Piechoty, jeden batalion 110 Pułku Piechoty z 28 Dywizji Piechoty został przesunięty do miasta z sektora V Korpusu w dniu 18 października, aby wypełnić lukę pomiędzy elementami 26 Pułku Piechoty. 21 października żołnierze 26 Pułku Piechoty, wspierani przez wzmocniony batalion ze 110 Pułku Piechoty, ostatecznie zdobyli centrum Akwizgranu. Tego dnia poddał się ostatni garnizon niemiecki w hotelu Quellenhof, kończąc bitwę o miasto.

## Następstwa

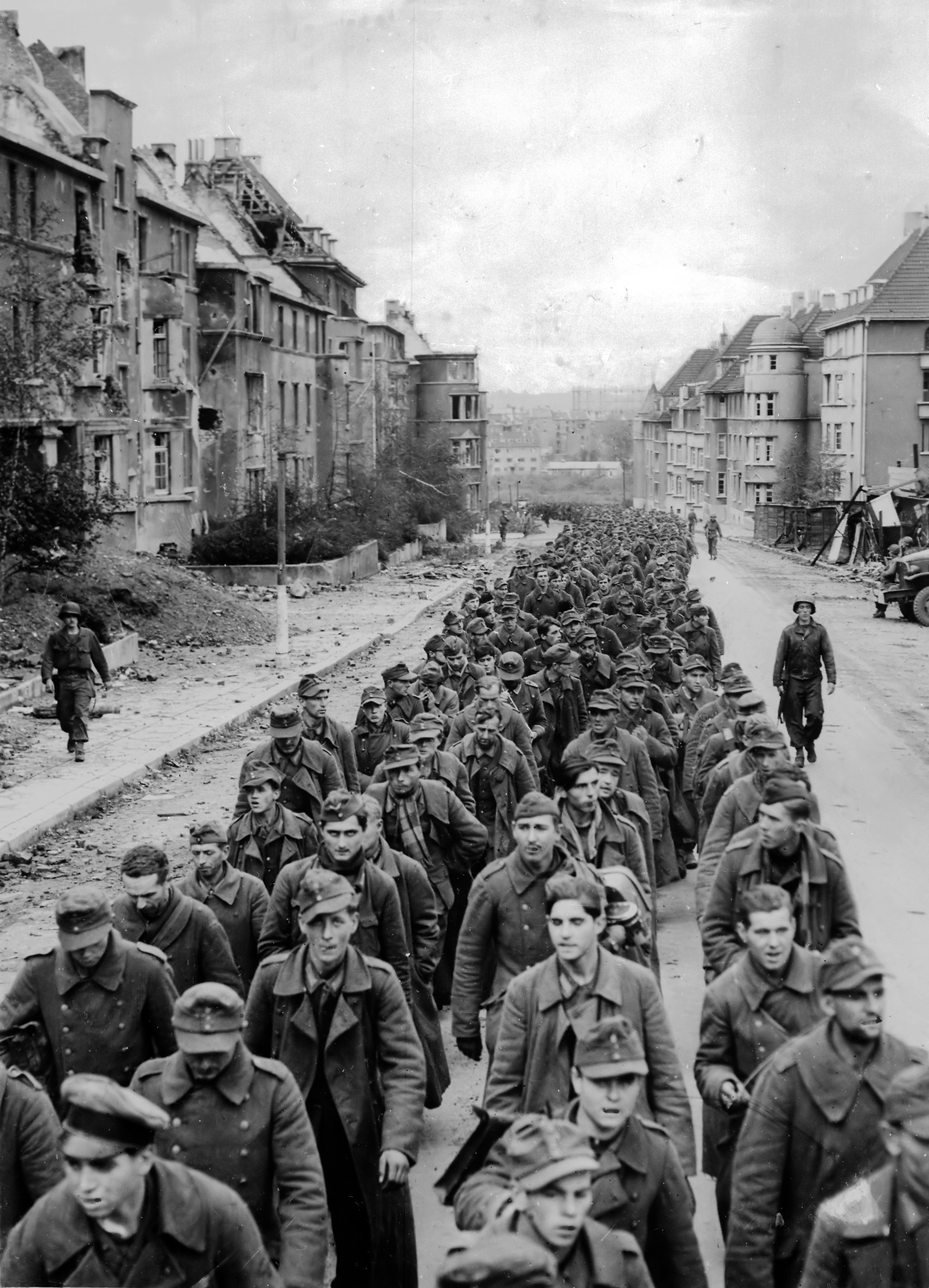
Niemieccy jeńcy w Akwizgranie

Bitwa o Akwizgran kosztowała wiele ofiar zarówno Amerykanów, jak i Niemców. Już na etapie walk o podejście do miasta ci pierwsi stracili ponad 5 tys. żołnierzy, a ci drudzy ponad 7 tys. (zabitych i rannych), do tego 5600 dostało się do niewoli. Od 2 października 1944 r. 30 Dywizja Piechoty straciła około 3 tys. ludzi, podczas gdy 1 Dywizja Piechoty poniosła co najmniej 1350 ofiar (150 zabitych i 1200 rannych). Niemcy stracili kolejne 5100 żołnierzy podczas walk w samym Akwizgranie, w tym 3473 jeńców. Podczas tej bitwy Wehrmacht stracił dwie kompletne dywizje, a kolejne osiem poważnie osłabiono (wśród nich trzy nowe dywizje piechoty i jedną dopiero co odbudowaną dywizję pancerną). Wynikało to w dużej mierze z tego, jak walczyli obrońcy. Choć podczas różnych kontrataków przeciwko 30 Dywizji Piechoty użyto sił odpowiadających 20 etatowym batalionom piechoty, przy czym średnio każdy oddzielny atak obejmował tylko dwa pułki piechoty, co oznaczało, że Niemcy rozdrabniali swoje siły.
Podczas walk o Akwizgran Niemcy nabrali respektu wobec Amerykanów, obserwując naocznie ich zdolność do ostrzeliwania wszelkich napotykanych punktów oporu przy użyciu ogromnej ilości pocisków artyleryjskich, czołgowych oraz bomb lotniczych. Zarówno 30 Dywizja Piechoty, jak i 1 Dywizja Piechoty zasłużyły na Presidential Unit Citation za ich działania w Akwizgranie. Jednak niemiecki opór w Akwizgranie pozbawił złudzeń Amerykanów co do dalszego szybkiego tempa ich ofensywy.
Po zakończeniu walk w Akwizgranie amerykańską 1 Armię oddelegowano do natarcia w kierunku szeregu zapór rzecznych za lasem Hürtgen, które mogłyby zostać wykorzystane przez Niemców do zalania dolin – utrudniając dalszą drogę do Berlina. Doprowadziło to do bitwy o las Hürtgen, która miała okazać się jeszcze trudniejsza niż bitwa o Akwizgran.
Po zajęciu miasta, 31 października alianci mianowali burmistrzem Akwizgranu Franza Oppenhoffa. Został on skrytobójczo zamordowany na rozkaz Heinricha Himmlera w ramach tajnej operacji Karnawał (niem. Unternehmen Karneval) 25 marca 1945 roku.